# پیتزای نیوهیون

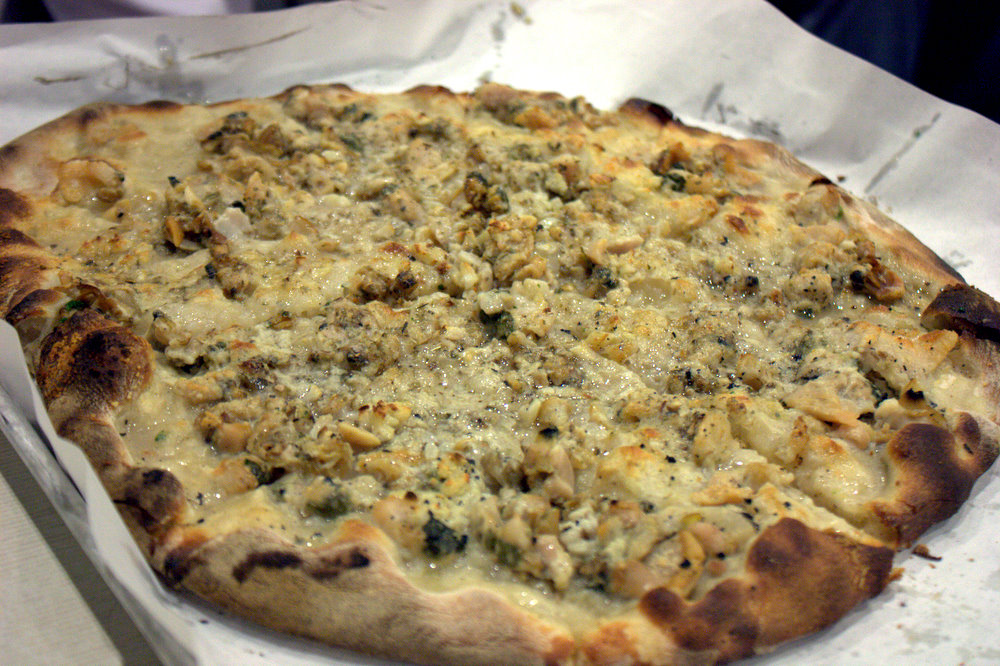
پای صدف سفید پپه در نیوهیون، کانکتیکات

پیتزای نیوهون نوعی پیتزای ناپلی با نان نازک و زغالی است که در نیوهیون، کانکتیکات با نام آپیتزا (به ناپولی:a pizza) رایج است. در پیتزا فروشی ناپولی فرانک پپه سرچشمه گرفت و اکنون در بسیاری از پیتزافروشی‌های دیگر در این منطقه، به ویژه آپیتزای سالی و آپیتزای مدرن پذیرایی می شود.  این پیتزای محلی مورد توجه منتقدان ملی قرار گرفته است.   

## مشخصات
در یک پیتزا فروشی به سبک نیوهون، یک پیتزای "ساده" شامل نان، پونه کوهی، سس گوجه فرنگی و کمی پنیر پکورینو رومانو رنده شده است. پیتزای «ساده» به سبک نیوهون را می‌توان «پای گوجه‌فرنگی» نیز نامید.  موزارلا برای روی پیتزا در نظر گرفته می شود.
رستوران پپه با اختراع «پای صدف سفید»، پیتزای حاوی نان، روغن زیتون ، پونه کوهی، پنیر رنده شده، سیر خرد شده و صدف‌های دوکفه‌ای سفت شناخته می‌شود. صدف‌ها روی نیم کفه در بار پذیرایی می‌شد که بعداً پپه به پیتزا اضافه کرد.  
چیزی که پیتزای سبک نیوهون را متمایز می کند، نان نازک مستطیلی، زغالی شدن، بافت جویدنی و پنیرهای ذوب شده به‌اندازه آن است. این پیتزا خشک‌تر و نازک‌تر از پیتزای نیویورکی است‌، اما ارتباط نزدیکی با آن دارد. هر دو سبک به نوبه خود از نوادگان نزدیک پیتزای اصلی ناپل هستند.

## روش های پخت و پذیرایی
پیتزای نیوهون به طور سنتی در اجاق زغال سنگ  با دمای بسیار داغ بالای ۶۵۰ درجه فارنهایت (۳۴۳ درجه سلسیوس) پخته می شود. ترجیحا به جای تکه تکه به صورت کامل فروخته می‌شود.